# Humban-Haltash II
Humban-Haltash II (681-675a. C.) fue un rey de Elam, hijo de Humban-Haltash I.
Mientras que Asiria y Babilonia luchaban por la supremacía en la zona, Humban-Haltash II mantuvo a Elam en paz, y vio crecer su influencia. Ciertos territorios, como Ellipi o el País del Mar, se sacudieron la influencia asiria y se volvieron hacia Elam. Sin embargo, en 675a. C. se dejó arrastrar por los disturbios que estallaron en Nippur contra Asarhaddón, y realizó una sangrienta incursión a Sippar.
El mismo año murió súbitamente, y le sucedió su hermano Urtaki